# Денни, Эмили
Эмили Денни (англ. Emily Inez Denny; 1853—1918) — американская художница, писала сцены из ранней истории города Сиэтла, а также пейзажи региона Пьюджет-Саунд (Puget Sound ).

## Биография
Родилась 23 декабря 1853 года в Сиэтле в семье одного из пионеров этого города — Дэвида Денни и его жены Луизы Борен (Louisa Boren), которые приехали в Сиэтл из Черри-Гроув, штат Иллинойс, по Орегонскому пути.
Эмили пережила битву при Сиэтле в 1856 году, а затем написала картину, посвященную этому событию. Также создала множество пейзажей в округе Сиэтла.
В Музее истории и промышленности в Сиэтле находится самая большая коллекция работ Эмили Денни. Одно из произведений художницы 1888 года, не имеющее название, было оценено в 42 500 долларов в июле 2008 года. В 2007 году её картина «Panoramic View of the Olympic Mountains» впервые была показана в Музее истории и промышленности после 120 лет нахождения в запасниках музея.
В 1909 году Денни написала книгу под названием «Пылающий путь» («Blazing the Way»), в которой описана ранняя история Сиэтла и региона Пьюджет-Саунд, включая историю её родителей-пионеров.
Умерла 23 августа 1918 года.